# توبينغن

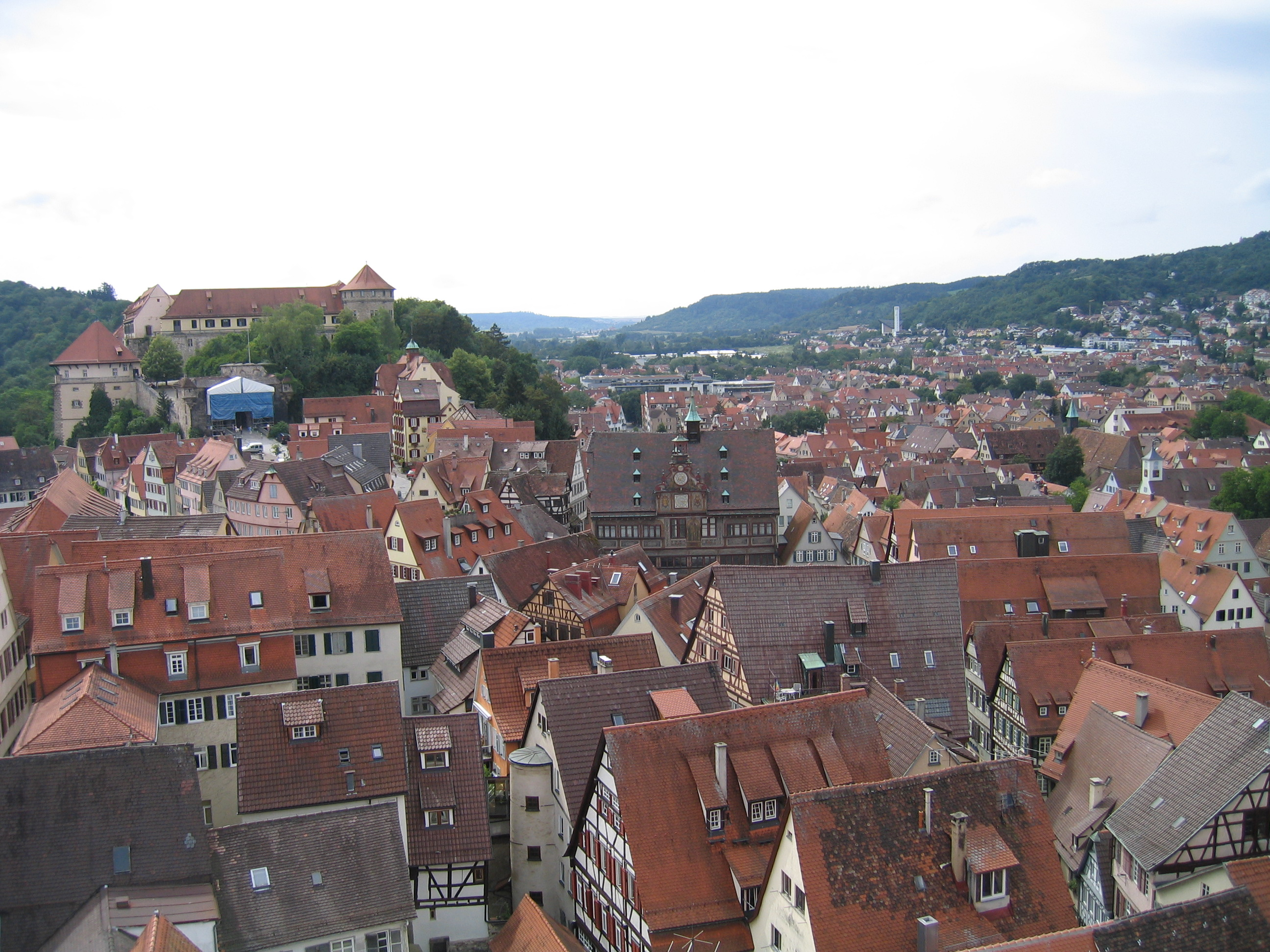
المدينة القديمة كما تبدو من برج كنيسة القديس جورج (الكنيسة المجمعية)

توبنغن أو تيوبنغن (بالألمانية: Tübingen)‏ هي مدينة ألمانية تقع في ولاية بادن فورتمبرغ على بعد 30 كيلومترًا من مدينة شتوتغارت عاصمة الولاية. بلغ عدد سكانها 88358 وفقًا لتعداد 31 ديسمبر 2010.

## توأمة
لتوبينغن اتفاقيات توأمة مع كل من:
- إيغل
- مونثي
- آكس أون بروفانس
- آن آربر
- درم
- بيروجيا
- بيتروزوفودسك (1989 - )
- كيلكبيرغ
- Kingersheim [الإنجليزية]‏
- Villa El Salvador [الإنجليزية]‏

## أعلام
- كورت غيورغ كيزينغر
- فرديناند كريستيان باور
- فريدرش هولدرلين
- ويلي هنيغ
- يوهان جورج جملين
- يوليوس لوثر ماير
- يوهان فريدريش غملين
- كارلو شميد

## وصلات خارجية
- الموقع الرسمي للمدينة